# Alyson Avenue
Gli Alyson Avenue sono un gruppo musicale svedese formatosi nel 1989. La band in realtà è stata attiva dal 1997 fino al 2006 e poi di nuovo nel periodo 2008-2013, prima di ricomporsi nuovamente nel 2015.

## Formazione

### Formazione attuale
- Niclas Olsson – tastiere, voce (1989–2018)
- Anette Olzon - voce (1995-2007; 2015–2018)

### Ex componenti
- Jarmo Piironen – chitarre (1997-2004)
- Roger Landin – batteria (1997-2004)
- Raimo Gedda – chitarre
- Thomas Löyskä – basso (1989-2011)
- Fredrik Eriksson – batteria (2005-2013)
- Tony Rohtla – chitarre (2005-2013)
- Arabella Vitanc – voce (2009-2013)
- Mikey K. Nilsson – chitarre (2011-2013)
- Göran Forssén – basso (2012-2013)

## Discografia
- 2000 – Presence of Mind (ripubblicato nel 2009)
- 2002 – Omega (ripubblicato nel 2009)
- 2011 – Changes